# Phacusosia xanthosoma
Phacusosia xanthosoma är en fjärilsart som beskrevs av George Francis Hampson 1911. Phacusosia xanthosoma ingår i släktet Phacusosia och familjen björnspinnare. Inga underarter finns listade i Catalogue of Life.